# Ricardo Portillo
Ricardo Rafael Portillo, (Maracaibo, estado Zulia, Venezuela; 16 de octubre de 1943) es un cantante y compositor venezolano. Es considerado una de las figuras más importantes del género de la gaita zuliana y autor de grandes éxitos.

## Biografía
En 1964 ingresa a la banda Los Vegueros, con la cual inicia su carrera artística interpretando valses y danzas. Para 1966 se une a Los Sandungueros, en esta agrupación estaría por poco tiempo ya que al año siguiente se inicia como cuatrista en el ya consolidado grupo gaitero "Rincón Morales". A finales de la década decide formar parte de "Los Cardenales del Éxito", donde se une a Ricardo Aguirre, exponente importante de la gaita zuliana, y lanza uno de sus primeros éxitos musicales: «Míster Plátano».
En los años setenta emprende una nueva aventura junto con su amigo, el compositor, Simón García, en el grupo Guaco. Allí interpretará piezas que alcanzarán gran popularidad y se convertirán en grandes clásicos del género como «María la bollera» (1976), «María aumentó el gegocio» (1977) y «Venite pa' Maracaibo» (1979). En 1977 compone una de sus canciones más conocidas y exitosas a nivel internacional «Amparito» fusión de cumbia con tamborera, inspirada en Amparo Núñez, colombiana participante en el certamen Señorita Colombia, tema del cual hasta la fecha se han grabado más de 200 versiones alrededor del mundo.
Por dos años formó parte de La Universidad de la Gaita. En este conjunto comparte filas con amigos y exintegrantes de Cardenales del Éxito, entre los cuales se encontraban Ricardo Cepeda, Astolfo Romero, Ender Fuenmayor, Danelo Badel y Simón García.
En el año 1983, es invitado a pertenecer a las filas de La Nueva Generación, una agrupación con un estilo similar a Guaco, con el cual, tiene éxitos como «Cada vez que sale el sol» y «Mango con chocolate». Para mediados de la década funda su propio grupo llamado La Colmena.
En 1986 se une a la en ese momento nueva formación de la agrupación Cardenales del Éxito, donde permanecerá hasta 2006 junto a otras leyendas del género como Jesús (Chavín) Terán, Ricardo Cepeda y Astolfo Romero entre otros. En esta época escribió y grabó grandes éxitos como: «Es amor», «La raíz de la gaita», «La sirena», «Al Maestro Billo», «La ciudad más bella», «La gaita del pueblo», «Mi ranchito» y «Madre es madre», entre otros. En el año 2006, funda junto a su amigo Jesús Terán la agrupación Amparito.